# COFIB
COFIB (een letterwoord dat staat voor Cursus, Oefening, Film, Inzicht en Begrip) is een drie dagen durend filmseminarie dat tweemaal per jaar plaats heeft in het Dommelhof te Neerpelt, België.

## Situering
Het filmseminarie wordt georganiseerd door Zebracinema Belgische Provincie Limburg, Provinciaal Domein Dommelhof te Neerpelt, de Vlaamse Dienst voor Filmcultuur en het Koninklijk Belgisch Filmarchief met de steun van de Vlaamse Gemeenschap. Naast het tweejaarlijkse Zomerfilmcollege te Brugge leveren deze studiedagen een belangrijke bijdrage tot de filmstudie.
De seminaries zijn in 1980 begonnen op initiatief van Gerard Habraken en zijn bedoeld voor filmliefhebbers en filmagogen. Bekende medewerkers waren: Ivo Nelissen, Marc Westermann, Edwin Carels, Judith Franco, Karel Deburchgrave en professor André Vandenbunder.
Tijdens het seminarie rond een centraal thema (een filmgenre, een cineast of land) worden films bekeken, becommentarieerd en geanalyseerd. Externe sprekers zorgen voor nieuwe invalshoeken. Een plenair forum sluit elke sessie af.
Dit filmseminarie COFIB valt naast de amateurkunsten, het verenigingsleven, de bibliotheken en de cultuurcentra onder de categorie "niet-formele volwassenenvorming" van het sociaal-cultureel werk, een van de pijlers van een integraal en kwalitatief cultuurbeleid.

## Activiteiten
- In december 2005 ging er een seminarie door als hommage aan prof. André Vandenbunder genoemd "Tussen buik en brein" (COFIB 45).[2]
- In april 2006 onderzocht men de Zuid-Afrikaanse film (COFIB 46).[3]
- In november 2006 richtte men zich op het genre Western met als titel "The Vanishing American" (COFIB 47).
- In april 2007 ging er een seminarie door rond de Chileense film "Chile con filme" (COFIB 48).[4]
- Op 23, 24 en 25 november 2007 stond het 49e filmseminarie in het teken van het genre musical, een van de meest bepalende genres voor de rijkdom van de filmgeschiedenis of Say it with Songs. Wat maakt een musical tot musical is de kernvraag en de rode draad doorheen het seminarie nl de verhouding tussen zang, dans en verhaal. En daarbij de vraag: blijft die dezelfde van Hollywood tot Taiwan? Opera en operette vormden een welkome inspiratiebron voor het grote scherm van Bizets Carmen tot operettekluchten. Sterke songschrijvers waaronder Gershwin waren de ruggengraat van topmusicals. Ook de films van Woody Allen kwamen aan bod. Zijn films sprankelen niet alleen door spitse dialogen, maar vormen een soort jukebox van vervlogen jaren, met talloze uitgelezen populaire songs. Een eerbetoon aan de musical waar hij bijvoorbeeld in Everyone says I love you kwistig mee uitpakt. De sessie wordt omkaderd met negen films en vijf lezingen door Peter Rotsaert, Eric De Kuyper, Karel Deburchgrave, Marc Westermann en Christophe Verbiest.[5]
- Van 18 tot 20 april 2008 vond het 50e studieweekend plaats met als thema "The Mourning Forest". Deze editie staat in het teken van de Japanse film met centraal het recente werk van de Japanse cineaste Naomi Kawase met haar recente film "Mogari no mori" of "The Mourning Forest". Vanuit deze film wordt op basis van vergelijkende, esthetische en inhoudelijke criteria een aanvullend programma samengesteld van lezingen en films die een dialoog kunnen aangaan met het oeuvre van Naomi Kawase.[6]
- Van 21 tot 23 november 2008: COFIB 51 "The Shape of Man to Come" rond sciencefiction. Tim Deschaumes, David Verdeure, Sofie Verdoodt, Muriel Andrin, Vito Adriaensens en Sam De Wilde zorgen voor inhoudelijke bijdragen.[7]
- Van 24 tot 26 april 2009: COFIB 52 "Over beeldenvangers en lichttovenaars" met het boek "The Other Director" van Gerlinda Heywegen. Het centrale thema handelde over de director of photography in samenwerking met filmfestival Open Doek en SKRIEN-redacteur Gerlinda Heywegen. Verder werkten mee: Adri Schrover en Jean-Paul de Zaeytijd.
- Van 20 tot 22 november 2009: COFIB 53 "Shooting Comics". Dit filmseminarie richtte zich op de historische ontwikkeling van filmische stripadaptaties. Er waren lezingen van Dr Pascal Lefèvre en Dr Marco Pellitteri. De film werden ingeleid door Adriaensens en De Wilde.[8]
- Van 23 tot 25 april 2010: COFIB 54 Yolda. Turkse cinema & migratie. In dit seminarie wordt nagegaan welke invloeden filmmakers met Turkse roots ondergaan in het scheppen van hun films. In samenwerking met het onderzoeksproject Cinema en diaspora van de Universiteit Antwerpen richt dit seminarie zich vooral op de migratiegolf in de vroege en hedendaagse Turkse filmindustrie.[9]
- Van 26 tot 28 november 2010: COFIB 55 The Road Movie. Men laat het licht schijnen op de wereld van ronkende motoren en smeltend asfalt in vintage road movies als Two-Lane Blacktop en klassiekers in het genre zoals Bonnie and Clyde en Easy Rider. Verder aandacht voor het verschijnsel Roadmovie als kind van twee naoorlogse fenomenen: de bouw van de grote transcontinentale autowegen en de opkomst van de rusteloze reizende generatie jongeren. Charles-Antoine Bosson en Wendy Everett ondersteunen het geheel met deskundige toelichtingen.[10]
- Van 6 tot 8 mei 2011: COFIB 56 India,Cinema en migratie. Dit gaat ditmaal door in samenwerking met het onderzoeksproject Cinema en diaspora van de UA. Daarbij zijn als buitenlandse sprekers Dr Rajinder Dudrah (Universiteit Manchester) en Kaleem Aftab (filmjournalist The Independant) uitgenodigd. Verder verlenen Francis Laleman, Iris Vandevelde en Mayke Vermeren hun medewerking aan dit symposium.[11]
- Van 18 tot 20 november 2011: COFIB 57 It takes two of de Amerikaanse romantische komedie.[12]